# Hans Ertl (Eishockeyspieler)
Johann Baptiste Nikolaus „Hans“ Ertl  (* 30. Januar 1909 in Wien; † 17. Juli 1978 in Steyr) war ein österreichischer Eishockeyspieler.

## Karriere
Hans Ertl spielte ab 1926 für den Pötzleinsdorfer Sport Klub. Zu Beginn der Saison 1930/31 wechselte er zum Mödlinger EC, bevor er bereits im Dezember 1930 zum PSK zurückkehrte. Auch nach der 1932 erfolgten Umbenennung des PSK in EK Engelmann Wien spielte er dort weiter. 1937 wechselte er zum Berliner Schlittschuhclub.
International vertrat er die österreichische Eishockeynationalmannschaft bei den Olympischen Winterspielen 1928, bei den Eishockey-Weltmeisterschaften 1930 und 1933 und bei den Eishockey-Europameisterschaften 1929 und 1932. Ab 1938 spielte er auch für die deutsche Eishockeynationalmannschaft.